# Горячая точка (фильм, 1998)
«Горя́чая то́чка» — российский художественный фильм в жанре боевика, снятый режиссёром Иваном Солововым в 1998 году.

## Сюжет
Российская пограничная застава под командованием майора Ларина (Панкратов-Чёрный) охраняет границу бывшего СССР от потока наркотиков и оружия из Афганистана. Наркоторговцы теряют караван за караваном. На стороне боевиков сражается кровожадный Азиз-улла — бывший спецназовец-«афганец» Зуб, перешедший по идейным соображениям на сторону бандитов (Стеклов), ставший после плена убеждённым моджахедом. ОН бросает все силы на малочисленную заставу, намереваясь любой ценой протолкнуть дорогостоящий груз через кордон. Пограничники отбивают атаку — в результате успешно проведённой операции отряд боевиков разгромлен, а Азиз-улла уничтожен.

## В ролях
- Александр Панкратов-Чёрный — майор Ларин
- Владимир Стеклов — Азиз-улла / Зуб
- Игорь Янковский — полковник
- Илона Беляева — прапорщик Елена Селезнёва
- Вячеслав Кулаков — капитан Суханов
- Александр Машевский
- Сергей Кахун
- Юрий Шалев
- Анвар Бурханов